# Turrillia
Turrillia es un género de árboles perteneciente a la familia Proteaceae. Es endémico de  Australia.

## Taxonomía
Turrillia fue descrito por Albert Charles Smith y publicado en Flora Vitiensis Nova 3: 753. 1985. La especie tipo es: Turrillia vitiensis (Turrill) A.C. Sm.	

## Especies
- Turrillia bleasdalei (F. Muell.) A.C. Sm.
- Turrillia ferruginea (A.C.Sm.) A.C.Sm.
- Turrillia lutea (Guillaumin) A.C.Sm.
- Turrillia papuana (Diels) A.C.Sm.
- Turrillia vitiensis (Turrill) A.C. Sm.